# Fauguerolles
Fauguerolles é uma comuna francesa na região administrativa da Nova Aquitânia, no departamento Lot-et-Garonne. Estende-se por uma área de 6,92 km². Em 2010 a comuna tinha 820 habitantes (densidade: 118,5 hab./km²).